# The Pest (1917)
The Pest, também conhecido como The Freeloader, é um curta-metragem mudo norte-americano de 1917, do gênero comédia, dirigido por Arvid E. Gillstrom e com participação de Oliver Hardy.

## Elenco

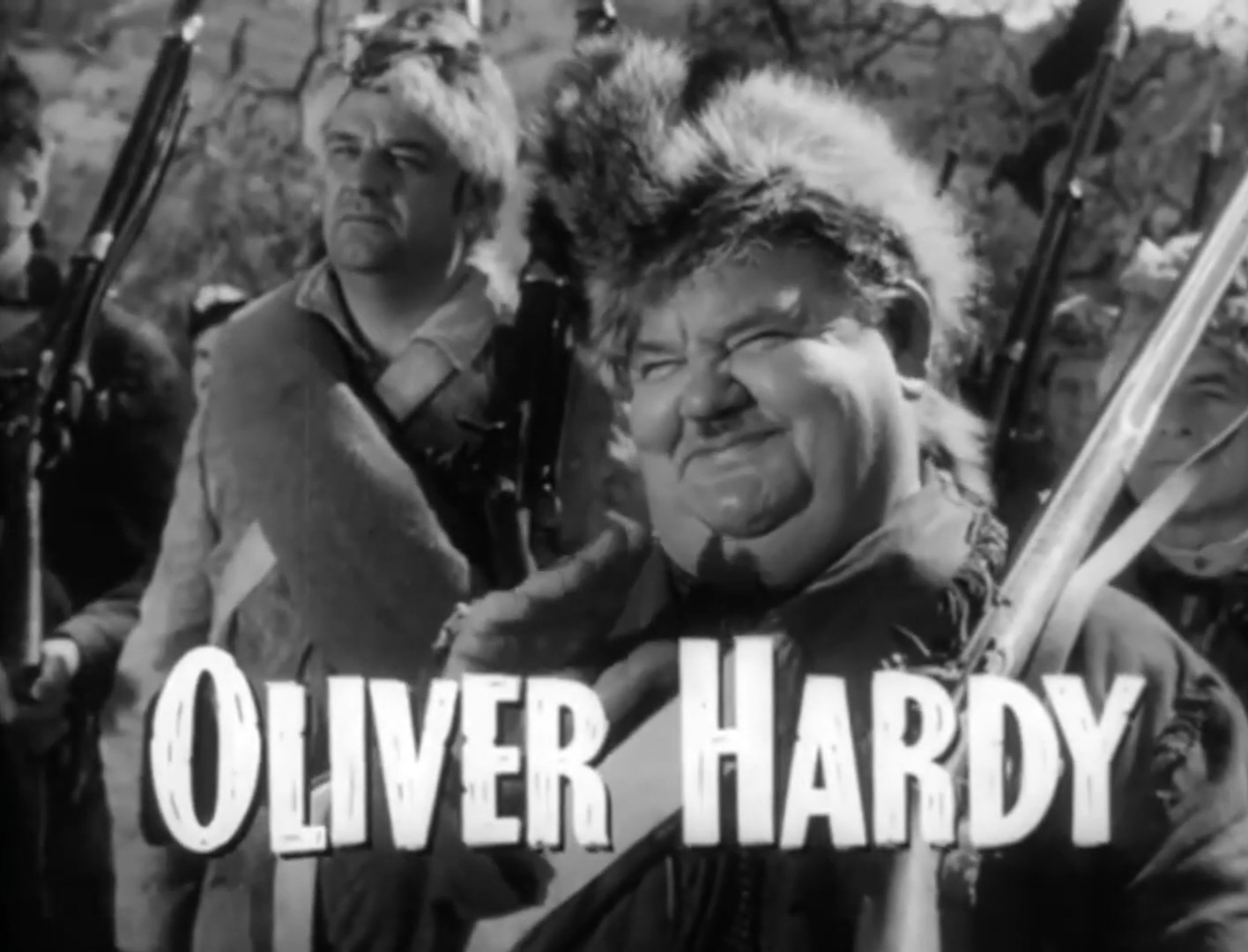
Oliver Hardy

- Billy West
- Oliver Hardy - (como Babe Hardy)
- Ethelyn Gibson
- Bud Ross - (como Budd Ross)
- Leo White